# Otto Wilhelm von Vacano
Pour les articles homonymes, voir Vacano.
Otto Wilhelm von Vacano est un archéologue allemand spécialiste des Étrusques. Il est né le 5 mai 1910 à Erstein im Elsaß et mort le 20 avril 1997 à Tübingen. En 1941, il est le premier archéologue à fouiller la butte de Koufóvouno.
Il est un petit-fils du juriste Otto von Vacano.

## Publications
Liste non exhaustive de publications :
- Im Zeichen der Sphinx : Ende und Beginn eines Zeitalters : Griechenland im VII. Jahrhundert, W. Kohlhammer, 1952.
- Die Etrusker : Werden und geistige Welt,  W. Kohlhammer, 1955.
- Die Etrusker in der Welt der Antike, Rowohlt, 1957.